# Бояринова, Вера Ильинична
Ве́ра Ильи́нична Боя́ринова (29 июля 1924, д. Кемсола, Новоторъяльский кантон, Марийская автономная область — 21 марта 1996, г. Йошкар-Ола, Марий Эл) — марийская советская поэтесса, драматург, журналист, редактор, педагог, актриса театра, член Союза писателей СССР с 1957 года. Первая профессиональная марийская писательница. Заслуженный работник культуры Марийской АССР (1984). Член КПСС.

## Биография
Родилась 29 июля 1924 года в д. Кемсола ныне Новоторъяльского района Марий Эл в крестьянской семье. В 1942 году окончила Староторъяльскую среднюю школу, затем — краткосрочные курсы по подготовке учителей и в течение 2 лет преподавала в сельской школе марийский язык и литературу.
В 1944 году поступила в Марийский педагогический институт им. Н. К. Крупской. Училась в театральной студии при Маргостеатре, была актрисой. По окончании института работала преподавателем в Медведевской средней и республиканской культурно-просветительной школах, была методистом Марийского института усовершенствования учителей, сотрудником Комитета по телевидению и радиовещанию Марийской АССР.
В 1962—1964 годах была слушателем Высших литературных курсов Литературного института им. А. М. Горького в г. Москве. Затем в Йошкар-Оле работала редактором художественной литературы в Марийском книжном издательстве, корреспондентом Марийского радио.
Умерла 21 марта 1996 года в Йошкар-Оле.

## Литературное творчество
Первые стихотворения опубликованы в 1943 году в республиканской газете «Марий коммуна» и альманахе «Родина верч» (ныне — журнал «Ончыко»). На многие тексты её стихов композиторы написали песни. На творчество В. Бояриновой значительное влияние оказал фольклор (поэмы-сказки «Окачи», «Белая лебедь», «Хитрая Лиса и умный Воробей», «Страна колокольчиков», повесть-сказка «Овда» («Ведьма-оборотень»).
В Союзе писателей СССР состояла с 1957 года. Является первой профессиональной марийской писательницей. Известна как драматург и прозаик, автор очерков и рассказов о людях марийской деревни, сельской интеллигенции, молодёжи. Лучшие рассказы изданы в 1971 году отдельной книгой «Призрачное счастье». На сцене Маргостеатра ставились спектакли по её пьесам «Белая лебедь» (1965) и «Ведьма-оборотень» (1979). Создавала она также одноактные пьесы для коллективов художественной самодеятельности, драмкружков.
Произведения в переводе на русский язык издавались отдельными книгами, печатались в центральных изданиях, в том числе в поэтических антологиях, журнале «Волга», еженедельной газете «Литературная Россия». Отдельные стихотворения поэтессы переведены на чувашский, мордовский, венгерский и финский языки.

## Основные произведения
Далее представлены основные произведения В. Бояриновой на марийском языке и в переводе на русский язык:

### На марийском языке
- Кок йолташ; Окачи: поэма-влак [Два друга; Окачи: поэмы] / А. Бик, В. Бояринова. — Йошкар-Ола, 1949. — 40 с.
- Ош йӱксӧ: кок йомак [Белая лебедь: две сказки]. — Йошкар-Ола, 1956. — 32 с.
- Чодыра пеледыш: почеламут-влак [Лесной цветок: стихи]. — Йошкар-Ола, 1966. — 100 с.
- Шинчалан койдымо пиал: ойлымаш-влак [Призрачное счастье: рассказы]. — Йошкар-Ола, 1971. — 112 с.
- Кӱдыроҥгыр кугыжаныш: йомак-влак [Страна колокольчиков: сказки в стихах]. — Йошкар-Ола, 1974. — 40 с.
- Овда: йомак [Ведьма: сказка]. — Йошкар-Ола, 1991. — 48 с.
- Чодыра пеледыш: почеламут-влак [Лесной цветок: стихи]. — Йошкар-Ола, 1993. — 64 с.
- Ош йӱксӧ: йомак, почеламут, ойлымаш-влак. — Йошкар-Ола, 2009. — 200 с.

### В переводе на русский язык
- Память: стихи / пер. С. Макарова // Песнь любви. Т. 2. — М., 1972. — С. 150.
- В лесу; Гаданье; Память: стихи / пер. С. Макарова, И. Смирнова // Песня, мечта и любовь. — М., 1972. — С. 109—112.
- В стране колокольчиков: сказка / пер. В. Панова. — Йошкар-Ола, 1980. — 32 с.
- Не забуду я вовек; Что он хочет мне сказать?: стихи / пер. В. Кострова // Между Волгой и Уралом. — Чебоксары, 1980. — С. 100—101.
- Белая лебедь: сказка // Дружба. — Йошкар-Ола, 1981. — С. 150—158.
- Лесные цветы; Белая лебедь: сказки / пер. В. Панова. — Йошкар-Ола, 1985. — 48 с.
- Марийская женщина; Дорога в Сернур; Сон; Возвращение: стихи / пер. В. Панова // Братство песенных сердец. — Йошкар-Ола, 1990. — С. 46—50.

## Театральные постановки
Перечислены основные театральные постановки по пьесам В. Бояриновой:
- Ош йӱксӧ [Белая лебедь: драма]. (Мар. театр). 1965.
- Овда [Оборотень: сказка]. (Мар. театр). 1979.

## Звания и награды
- Заслуженный работник культуры Марийской АССР (1984)[6]
- Медаль «За трудовую доблесть» (1960)[6][7]
- Почётная грамота Республики Марий Эл (1994)[6]